# Profítis Ilías (Imathie)
Pour les articles homonymes, voir Profítis Ilías.
Profítis Ilías (grec moderne : Προφήτης Ηλίας) est une localité située dans le dème de Véria, dans le district régional d'Imathie, dans la periphérie de Macédoine-Centrale, en Grèce.
Selon le recensement de 2011, elle compte 0 habitants.